# Арабо-византийские войны
Арабо-византийские войны — ряд военных конфликтов между Арабским халифатом и Римской (Византийской империей) в течение VII—XII веков, начатый вторжением войск праведного халифата в Византию в 630-е годы и завершившийся завоеваниями халифата Омейядов в первой половине XI века. В результате этих войн Византия лишилась большого количества своих территорий на востоке и юге: Палестины, Сирии, Армении, Египта, Северной Африки, Кипра, Крита, Сицилии, части Малой Азии.
Возвышение арабов в 630-х годах привело к быстрой потере южных провинций Византии (Сирия и Египет) и присоединению их к Арабскому халифату. В течение следующих 50 лет под правлением Омейядов арабы продолжали совершать нападения на ещё византийскую Малую Азию, дважды угрожали завоеванием византийской столице, Константинополю и победили византийский Африканский экзархат. Ситуация начала стабилизироваться лишь после провала второй арабской осады Константинополя, когда Таврские горы на восточном краю Малой Азии были установлены в качестве сильно укреплённой и в значительной степени обезлюдевшей границы. Во время правления Аббасидской династии отношения между Византией и Арабским халифатом немного улучшились: произошёл обмен посольствами и даже были периоды перемирия, но конфликт оставался нормой с почти ежегодно продолжавшимися нападениями и контратаками, поддерживаемыми либо Аббасидами, либо местными правителями, и так на протяжении X века.
В первые столетия византийцы обычно находились в обороне и избегали открытых битв, предпочитая отступать к своим укреплениям. Только после 740 года они начали наносить контрудары, но Аббасидская империя все-ещё могла наносить ответные удары, зачастую с массовыми и разрушительными вторжениями в Малую Азию. С упадком и раздроблением Аббасидской империи после 861 года одновременно начала укрепляться Византийская империи под властью Македонской династии, началось контрнаступление. В течение следующих 50 лет, примерно с 920 по 976 год византийцы, наконец, прорвали оборону арабов и восстановили свой контроль над Северной Сирией и Великой Арменией. В последнем веке арабо-византийских войн в основном доминировали пограничные конфликты с Фатимидами в Сирии, но граница оставалась стабильной до появления сельджуков после 1060 года.
После завоеваний сельджуков положение полностью изменилось. Византия была выбита из Малой Азии, значительно был ослаблен и Аббасидский халифат. Более важных конфликтов между арабами и Византией не было.

## Предпосылки
Изнурительные византийско-сасанидские войны VI и VII веков и повторяющиеся вспышки бубонной чумы (чумы Юстиниана) привели к ослаблению обеих империй перед лицом внезапного появления и расширения арабского халифата. Последняя из этих войн завершилась победой византийцев: император Ираклий вернул все потерянные территории и возвратил Животворящий Крест в Иерусалим в 629 году. Однако обе империи не успели восстановиться, так как через несколько лет оказались под натиском объединённых исламом арабов, которых, по характеристике историка Дж. Говарда-Джонстона, «можно только сравнить с человеческой волной цунами». По словам историка Джорджа Лиски, «излишне затянувшийся византийско-персидский конфликт открыл дорогу исламу».

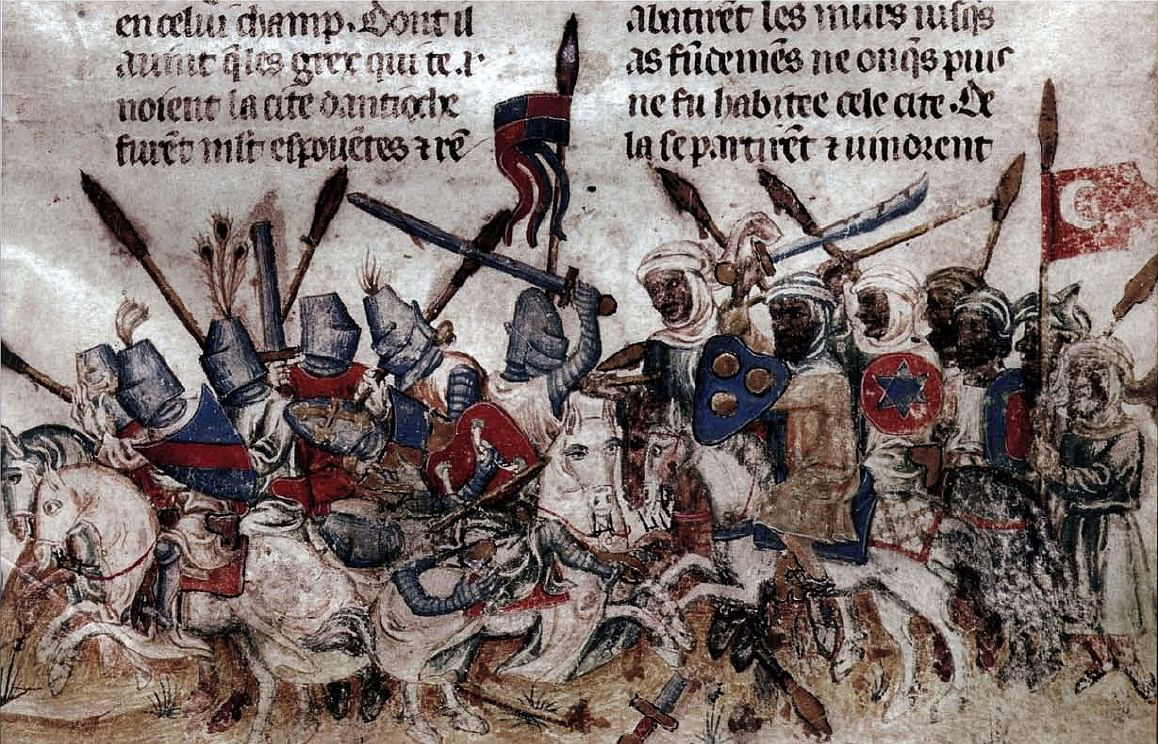
Битва у Антиохии Ираклия с сарацинами в 632 году

В конце 620-х годов исламскому пророку Мухаммеду уже удалось объединить большую часть Аравии под мусульманским владычеством путём завоеваний, а также создания союзов с соседними племенами, и именно под его руководством произошли первые мусульмано-византийские столкновения. Спустя всего несколько месяцев после того, как император Ираклий и персидский генерал Фаррухан Шахрвараз договорились об условиях вывода персидских войск из оккупированных византийских восточных провинций в 629 году, арабские и византийские войска противостояли друг другу в Муте в ответ на убийство посла Мухаммеда от руки Гассанидов, византийского вассального государства. Мухаммед умер в 632 году, и ему наследовал Абу Бакр, первый халиф с бесспорным контролем над всем Аравийским полуостровом.

## Мусульманские завоевания в 629—718 годах

Карта мусульманской экспансии.
Экспансия при Мухаммеде, 622–632
Экспансия в период Праведного халифата, 632–661
Экспансия Омейядского халифата, 661–750

Согласно мусульманским хроникам, Мухаммед, получив сведения о том, что византийские силы концентрируются в северной Аравии с намерениями вторгнуться в Аравию, привёл мусульманскую армию на север к Табуку, в современной северо-западной Саудовской Аравии, с намерением превентивно атаковать византийскую армию. Однако сведения оказались ложными, поскольку византийская армия заранее отступила. Хотя это не было сражение в обычном смысле, тем не менее, это событие стало первым арабским нападением на византийцев, которое, однако, не привело в полноценной военной конфронтации.
Тем не менее в византийских источниках Табук не упомянут, и многие детали события были получены из более поздних мусульманских источников. Битва при Муте также упомянута лишь в одном византийском источнике. Первые столкновения могли состояться как конфликты между арабами и вассальными Византии и Сасанидам государствами Гассанидов и Лахмидов соответственно. В любом случае, после 634 года арабы, безусловно, вели полномасштабное наступление на обе империи, что привело к завоеванию Леванта, Египта и Персии. Самыми успешными арабскими генералами были Халид ибн аль-Валид и Амр ибн аль-Ас.

### Арабское завоевание Римской Сирии, 634—638
В Леванте вторгшаяся армия арабов была встречена византийской армией, состоявшей из имперских войск и местных рекрутов. Согласно исламским историкам, монофизиты и евреи Сирии приветствовали арабов как освободителей, поскольку были недовольны правлением византийцев — высокими налогами и постоянными войнами с персами.
Император Ираклий заболел и не смог лично руководить армиями, противостоявшими арабскому завоеванию Сирии и Палестины в 634 году. В битве под Аджнадайном летом 634 года армия халифата одержала решительную победу. После победы при Фахле мусульманские силы захватили Дамаск в 634 году под командованием Халида ибн аль-Валида. Византийцы в ответ собрали ополчение и отправили максимальное количество войск под командованием лучших генералов, включая Феодора Трифирия и армянского генерала Вагана, чтобы изгнать мусульман с их недавно завоёванных территорий.
Однако в битве при Ярмуке в 636 году мусульмане, детально изучив местность, заманили византийцев в длительное сражение, которых византийцы обычно избегали, и в кровопролитных боях смогли вырвать победу. Прощальное восклицание Ираклия (согласно историку IX века Аль-Баладури), когда он покидал Антиохию и отбывал в Константинополь, выразило его разочарование: «Мир тебе, Сирия, и какая это прекрасная страна для врага!». Влияние потери Сирии на византийцев иллюстрируется словами Иоанна Зонары: «после падения Сирии народ исмаилитов не переставал вторгаться и грабить территории римлян».
В апреле 637 года арабы после длительной осады захватили Иерусалим, который был сдан патриархом Софронием. По данным С. Рансимена, "в февральский день 638 года халиф Умар ибн аль-Хаттаб вошёл в Иерусалим на белом верблюде, на котором ездил его раб. Он был одет в поношенные грязные одежды. Рядом с ним ехал патриарх Софроний как старейшина города, который сдался. Умар ехал к Храма Соломона, откуда его друг Мухаммед вознёсся на небо. Видя, как он стоит там, патриарх вспомнил слова Христа и пробормотал сквозь слёзы: «Вот мерзость запустения, о которой говорил пророк Даниил».
Летом 637 года мусульмане завоевали Газу, в тот же период византийские власти в Египте и Месопотамии купили дорогостоящее перемирие, которое длилось три года для Египта и один год для Месопотамии. Антиохия пала перед мусульманскими войсками в конце 637 года, и к тому времени мусульмане заняли всю северную Сирию, за исключением верхней Месопотамии, которой они предоставили однолетнее перемирие. По истечении этого перемирия в 638—639 годах арабы захватили византийскую Месопотамию и византийскую Армению и закончили завоевание Палестины, захватив Кесарию Приморскую и Аскалона. В декабре 639 года мусульмане покинули Палестину, чтобы вторгнуться в Египет.

### Арабское завоевание Северной Африки, 639—698

#### Завоевание Египта и Киренаики
К тому времени, когда Ираклий умер, значительная часть Египта была потеряна, и к 637—638 годам вся Сирия была в руках мусульман.  С 3500-4000 солдат Амр ибн аль-Ас вступил в Египет из Палестины в конце 639 года или в начале 640 года. К нему постепенно присоединялись подкрепления, в частности 12 000 солдат Аз-Зубайра. Амр сначала осадил и завоевал Вавилон Египетский, а затем напал на Александрию. Византийцы, разделённые и потрясённые внезапной потерей такой большой территории, сдали город к сентябрю 642 года. Падение Александрии прекратило византийское правление в Египте и позволило мусульманам продолжить свою военную экспансию в Северную Африку; между 643—644 годами Амр завершил завоевание Киренаики. В это же время Усман ибн Аффан сменил халифа Умара после его смерти.
Потеря богатого Египта лишила византийцев запасов пшеницы, что привело к нехватке продовольствия в Византии и ослаблению её армий в последующие десятилетия.
Византийский флот ненадолго отвоевал Александрию в 645 году, но снова потерял её в 646 году вскоре после битвы при Никиу. Исламские силы совершили набег на Сицилию в 652 году, а в 653 году были захвачены Кипр и Крит.

#### Завоевание византийской Африки
В 647 году арабская армия во главе с Абдаллой ибн аль-Саадом вторглась в византийский Африканский экзархат. Триполитания была завоёвана, за ней последовала Суфетула в 240 км к югу от Карфагена, а губернатор и самопровозглашённый император Африки Григорий был убит. Нагруженные добычей силы Абдаллы вернулись в Египет в 648 году после того, как преемник Григория Геннадий пообещал им ежегодную дань в размере 300 000 золотых монет.
После гражданской войны в халифате к власти пришли Омейяды во главе с халифом Муавией I. При Омейядах было завершено завоевание оставшихся византийских и северных берберских территорий в Северной Африке, и арабы смогли перебраться через большую часть берберского мира, вторгнуться в вестготскую Испанию через Гибралтарский пролив под командованием берберского генерала Тарека ибн-Зияда. Это произошло после того, как они развили собственную военно-морскую мощь и разрушили византийский оплот Карфаген между 695—698 годами. Потеря Африки означала, что византийский контроль над Западным Средиземноморьем был поставлен под сомнение растущим арабским флотом, действовавшим из Туниса.
Муавия начал консолидировать арабские территории от Аральского моря до западной границы Египта. Он назначил губернатора в Египте и в 663 году совершил набег на Анатолию. Затем с 665 по 689 год была развёрнута новая североафриканская кампания в Киренаике. Арабская армия из 40 000 взяла Барку, разбив 30 000 византийцев.
Авангард из 10 000 арабов под командованием Укбы ибн Нафи выдвинулся из Дамаска. В 670 году Кайруан был основан как база для дальнейших вторжений; он стал столицей исламской провинции Ифрикия и одним из основных арабо-исламских религиозных центров в средние века. Затем ибн Нафи «погрузился в сердце страны, пересёк пустыню, в которой его преемники воздвигли великолепные столицы Фес и Марокко, и, наконец, вышел к границе Атлантики и великой пустыни».
В своём завоевании Магриба Укба ибн Нафи захватил прибрежные города Беджая и Танжер, центры бывшей римской провинцией Мавретания, где он был окончательно остановлен.

### Арабские атаки на Анатолию и осады Константинополя
Когда первая волна мусульманских завоеваний на Ближнем Востоке пошла на спад, была установлена полупостоянная граница между двумя державами, зона, не востребованная ни византийцами, ни арабами и практически безлюдная (известная на арабском языке как аш-Шавани, «внешние земли») местность в Киликии, вдоль южных подступов горных хребтов Тавр и Антитавр, оставив Сирию мусульманам, а Анатолийское плато — византийцам. И Император Ираклий, и халиф Умар (634—644) использовали стратегию разрушения в этой зоне, пытаясь превратить её в эффективный барьер между двумя империями.
Тем не менее, Омейяды по-прежнему считали полный разгром Византии своей конечной целью. В их мышлении преобладали исламские учения, которые помещали неверных византийцев в Дар-аль-Харб, «Дом войны», которых, по словам учёного Хью Н. Кеннеди, «мусульмане должны атаковать по возможности, а мир может быть только временным. Истинный мир (ṣulḥ) может наступить только тогда, когда враг примет ислам или статус покорённого».
Будучи губернатором Сирии, а затем халифом, Муавия I (661—680) был движущей силой мусульманских усилий против Византии, особенно благодаря созданию флота, который бросил вызов византийскому флоту и совершал набеги на византийские острова и побережья. Византийский флот был разбит в битве при Фениксе, открыв арабам Средиземное море, до тех пор являвшееся «римским озером», и начав многовековую серию морских конфликтов из-за контроля над средиземноморскими торговыми путями. 500 византийских кораблей были уничтожены в битве, а император Констант II едва спасся. По указанию халифа Усмана ибн Аффана Муавия начал готовиться к осаде Константинополя.
Торговля между мусульманским восточным и южным побережьем и христианским северным берегом почти прекратилась, изолировав Западную Европу от событий в мусульманском мире. Муавия начал первые широкомасштабные набеги в Анатолию с 641 года. Эти экспедиции, нацеленные как на разграбление, так и на ослабление и удержание византийцев в страхе, в конечном итоге стали основополагающими для византийско-арабской войны в течение следующих трёх столетий.

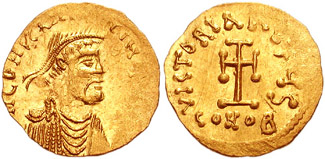
Золотой тремисс Константа II.

Начавшаяся в 656 году гражданская война в Халифате дала Византии драгоценную паузу, которую император Констант II (641—668) использовал, чтобы укрепить оборону, расширить и укрепить контроль над Арменией и, самое главное, собрать крупную армию. Он поделил Анатолию на несколько округов, в них разместил остатки старых полевых армий. Солдатам была выделена земля для оплаты их службы, что повысило боевой дух армии — теперь солдаты сражались не только за императора, а за собственные земли и семьи.

#### Атаки на византийские оплоты в Африке, Сицилии и на Востоке
После победы в гражданской войне Муавия предпринял серию нападений на византийские владения в Африке, Сицилии и на Востоке. К 670 году мусульманский флот проник в Мраморное море и обустроил стоянку в Кизике. Четыре года спустя большой мусульманский флот вновь появился в Мраморном море и восстановил базу в Кизике, оттуда он совершал набеги на византийские побережья. Наконец, в 676 году Муавия послал армию, чтобы блокировать Константинополь с суши, начав первую осаду города. Император Константин IV (661—685) использовал новое разрушительное оружие, которое стало известно как «греческий огонь», изобретённое христианским беженцем из Сирии по имени Каллиник, чтобы рагромить флот Омейядов в Мраморном море. Это привело к снятию осады в 678 году. Возвращающийся мусульманский флот понёс дальнейшие потери из-за штормов, в то время как армия потеряла много людей от атак византийских отрядов на обратном пути.
Среди погибших во время осады был Абу Айюб аль-Ансари, знаменосец Мухаммеда и последний из его сподвижников; для мусульман ныне его могила считается одним из самых святых мест в Стамбуле. Византийская победа остановила исламскую экспансию в Европу почти на 30 лет.

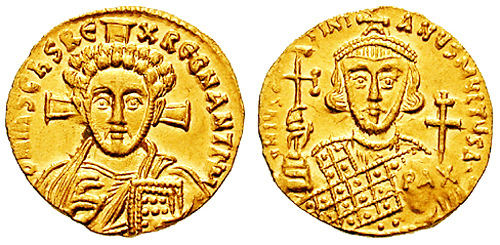
Несмотря на бурное правление Юстиниана II, на его монете ещё чеканили традиционный «PAX», мир.

За неудачей в Константинополе последовали дальнейшие перемены во всей обширной мусульманской империи. Византийцы предприняли ряд контратак. В частности, третий наместник Африки, Зухейр, был свергнут мощной армией, посланной из Константинополя Константином IV для снятия осады Карфагена. Тем временем в Аравии и Сирии разгорелась вторая арабская гражданская война, в ходе которой сменилось четыре халифа.
Сарацинские войны Юстиниана II (685—695 и 705—711), последнего императора династии Ираклианов, «отразили общий хаос эпохи». После успешной кампании он заключил перемирие с арабами, договорившись о совместном владении Арменией, Иберией и Кипром; однако, удалив 12 000 христиан-мардаитов из их родного Ливана, он устранил серьёзное препятствие для арабов в Сирии, и в 692 году, после катастрофической битвы за Себастополис, мусульмане вторглись и завоевали всю Армению. Свергнутый в 695 году, Юстиниан вернулся к власти в 705 году. Его второе правление было отмечено арабскими победами в Малой Азии и гражданскими беспорядками.
Правление Юстиниана сопровождались внутренним хаосом, восстаниями и самозванством. В этой ситуации Омейяды укрепили свой контроль над Арменией и Киликией и начали готовить новое наступление на Константинополь. В Византии полководец Лев Исавр (717—741) только что захватил трон в марте 717 года, когда большая мусульманская армия под руководством знаменитого воеводы Масламы ибн Абд аль-Малика начала двигаться в направлении имперской столицы. Согласно источникам, армия и флот Халифата во главе с Масламой насчитывали около 120 000 человек и 1800 кораблей. Каким бы ни было реальное число, это была огромная сила, намного большая, чем имперская армия. К счастью для Льва и византийцев, морские стены столицы были недавно отремонтированы и укреплены. Кроме того, император заключил союз с булгарским ханом Тервелем, который согласился атаковать захватчиков.

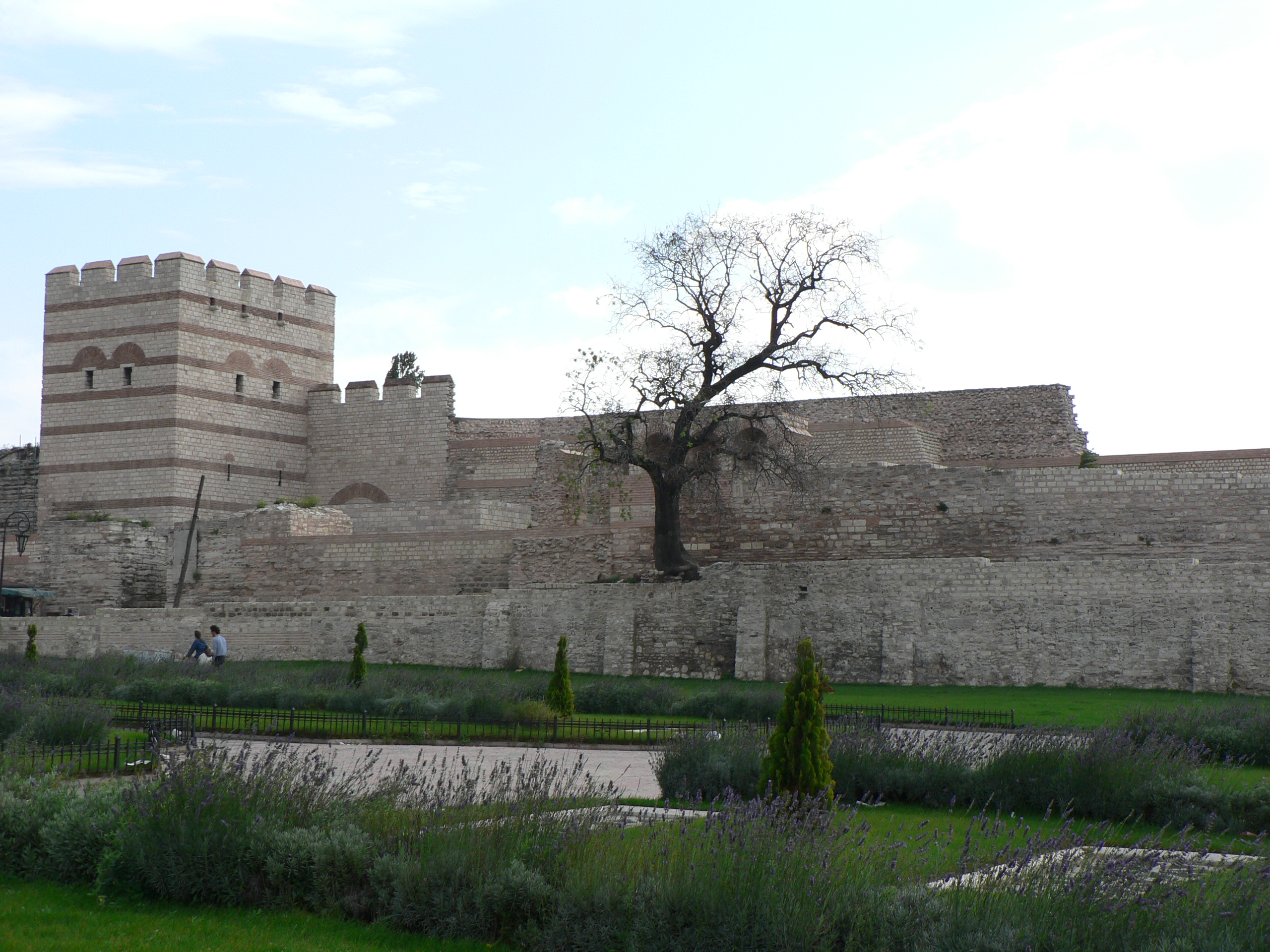
Стены Феодосия, Константинополь

С июля 717 года по август 718 года длилась осада Константинополя мусульманами с суши и моря. Однако попытка арабов завершить морскую блокаду провалилась, когда византийский флот применил против них греческий огонь; в итоге арабский флот держался вдали от городских стен, оставляя константинопольские маршруты снабжения открытыми. Вынужденная продлить осаду на зиму, осаждающая армия понесла огромные потери от холода и недостатка продовольствия.
Весной подкрепления были отправлены новым халифом Умаром ибн Абдул-Азизом (717—720) морем из Африки и Египта и по суше через Малую Азию. Экипажи нового флота состояли в основном из христиан, которые начали дезертировать в большом количестве, в то время как сухопутные войска попали в засаду и потерпели поражение в Вифинии. Поскольку голод и эпидемия продолжали преследовать арабский лагерь, осада была прекращена 15 августа 718 года. По возвращении арабский флот понёс дополнительные потери в результате штормов и извержения вулкана Тера.

## Стабилизация границы, 718—863
Первая волна мусульманских завоеваний закончилась осадой Константинополя в 718 году, и граница между двумя империями стабилизировалась вдоль гор Восточной Анатолии. Рейды и контррейды продолжались с обеих сторон, но угроза завоевания Византии Халифатом отступила. Это привело к гораздо более регулярным и часто дружеским дипломатическим контактам, а также к взаимному признанию двух империй.
В ответ на мусульманскую угрозу, которая достигла своего пика в первой половине VIII века, императоры династии Исавров начала политику иконоборчества, которая была прекращена в 786 году, возобновлена в 820-х годах и окончательно остановлена в 843 году. При Македонской династии, используя упадок и фрагментацию Аббасидского халифата, византийцы постепенно перешли в наступление и в X веке вернули себе большую территорию, которая, однако, была потеряна после 1071 года в боях с турками-сельджуками.

### Рейды при последних Омейядах и иконоборчество

Карта византийско-арабской границы в юго-восточной Малой Азии

После провала захвата Константинополя в 717—718 годах Омейяды отвлеклись на укрепление позиций в других регионах, позволив византийцам перейти в контрнаступление и добиться определённых успехов в Армении. Однако с 720/721 года арабские армии возобновили экспедиции против византийской Анатолии, но теперь они больше были нацелены не на завоевание, а на грабежи и редкие нападения на форты и крупные поселения.
При поздних омейядских и ранних аббасидских халифах граница между Византией и Халифатом стабилизировалась вдоль линии горных хребтов Тавр-Антитавр. С арабской стороны Киликия была постоянно оккупирована, и её заброшенные города, такие как Адана, Мопсуестия (Аль-Масса) и Тарсус, были восстановлены и заселены при ранних Аббасидах. Аналогичным образом в Верхней Месопотамии Германикея (Мараш), Хадат и Мелитена (Малатья) стали крупными военными центрами. Эти два региона образовали две половины новой укреплённой пограничной зоны — тугура.
Как Омейяды, так и позднее Аббасиды продолжали рассматривать ежегодные экспедиции против «традиционного врага» как неотъемлемую часть продолжавшегося джихада: одна-две летние экспедиции иногда сопровождались морской атакой. Набеги были в основном ограничены пограничными районами и центром Анатолийского плато и лишь в редких случаях достигали периферийных береговых районов, которые византийцы сильно укрепили.
При более агрессивном халифе Хишаме ибн Абд аль-Малике (723—743) арабские экспедиции на некоторое время усилились, во главе их были поставлены наиболее способные военачальники халифата, включая царевичей династии Омейядов, такие как Маслама ибн Абдул-Малик и аль-Аббас ибн аль-Валид, сыновья Хишама Муавия, Маслама и Сулейман. Это было время, когда Византия ещё боролась за выживание, и «пограничные провинции, опустошённые войной, были землёй разрушенных городов и пустынных деревень, где поредевшее население полагалось на скалы или непроходимые горы, а не на армии Византии, для обеспечения безопасности».
Под впечатлением арабских нашествий и серии стихийных бедствий, таких как извержения вулкана на острове Тера, император Лев III Исавр сделал вывод, что Византия утратила божественную милость. Уже в 722 году он попытался форсировать обращение евреев империи в христианство, а вскоре он обратил внимание на почитание икон, которое некоторые епископы считали идолопоклонством. В 726 году Лев опубликовал указ, осуждающий их почитание. Он официально запретил изображения религиозных деятелей в 730 году.
Это решение вызвало серьёзную оппозицию как со стороны народа, так и церкви, особенно епископа Рима, что Лев не предусмотрел. По словам У. Тредголда, «Лев не видел необходимости консультироваться с церковью, и он, кажется, был удивлён глубиной народной оппозиции, с которой он столкнулся». Полемика ослабила Византийскую империю и стала ключевым фактором раскола между константинопольским патриархом и римским епископом.
Омейядский халифат в это время все чаще отвлекается на конфликты в других регионах, особенно на противостояние с хазарами, с которыми Лев III заключил союз, женив своего наследника Константина V (741—775) на хазарской принцессе Чичак. Только в конце 730-х годов мусульманские набеги снова стали угрозой, но византийская победа в Акроиноне и Аббасидская революция привели к паузе в арабских атаках против Империи. Это открыло путь для более агрессивной позиции Константина V, который в 741 году напал на главную арабскую базу в Мелитене. Эти успехи были истолкованы Львом III и Константином как свидетельство возвращения Божьей милости к Империи и укрепили положение иконоборцев.

### Ранние Аббасиды

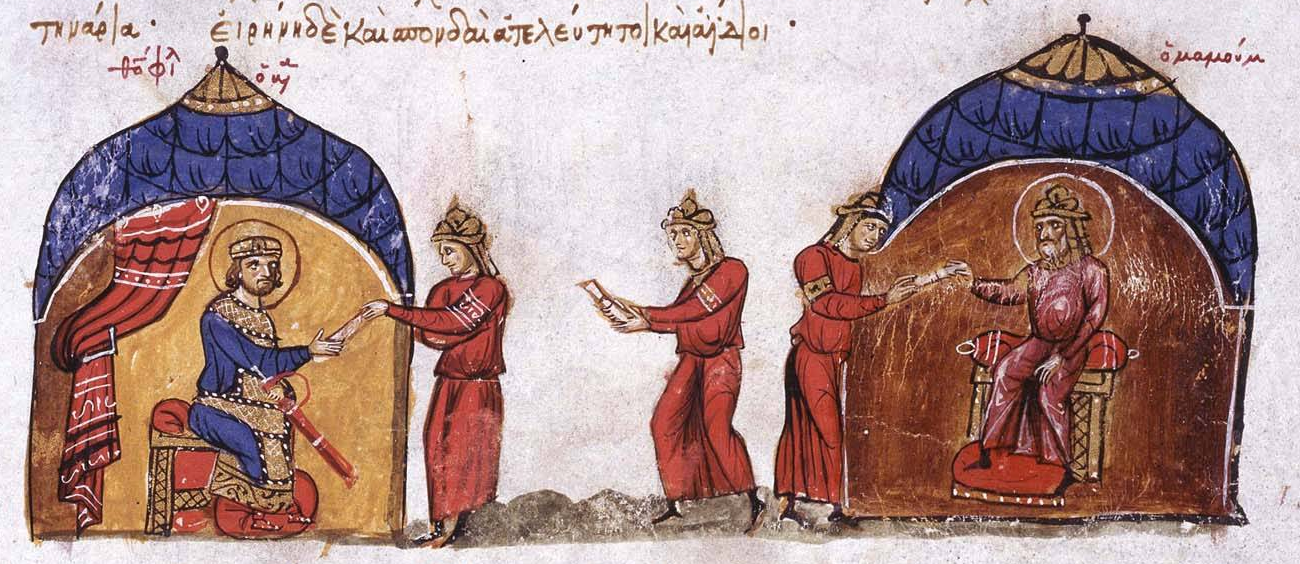
Аббасидский халиф аль-Мамун обменивается посланиями с византийским императором Феофилом

В отличие от своих предшественников Омейядов, аббасидские халифы не преследовали целей активной экспансии: в целом они были удовлетворены достигнутыми территориальными границами, и любые внешние кампании, которые они вели, были ответными или превентивными, предназначенными для сохранения границ и влияния Аббасидов на соседей. Ежегодные набеги, которые почти прекратились в суматохе после революции Аббасидов, были начаты с новой силой с 780 года и были единственными экспедициями, в которых халиф и его сыновья участвовали лично. Постоянная война на сирийских границах была полезна для Аббасидов, поскольку она обеспечивала места для сирийской и иракской военной элиты и различных добровольцев (muṭṭawi‘a), которые стекались для участия в джихаде.
Желая подчеркнуть свою благочестие и роль лидера мусульманской общины, халиф Харун ар-Рашид (786—809) был самым энергичным из первых правителей Аббасидов в стремлении к войне против Византии: он разместил свой двор в Ракке, недалеко от границы, а в 786 году сформировал вторую оборонительную линию в северной Сирии, аль-Авасим. Продолжая тенденцию, начатую его предшественниками, правление Харуна также привело к развитию регулярных контактов между двором Аббасидов и Византией, причем обмен посольствами и письмами был гораздо более распространённым, чем при Омейядах. Несмотря на враждебность Харуна к византийцам, «существование посольств является признаком того, что Аббасиды признавали Византийскую империю силой, равной себе».
Дипломатические контакты не мешали арабам провоцировать волнения внутри Византии. При поддержке халифа Аль-Мамуна арабы под предводительством Фомы Славянина атаковали селения Малой Азии, через несколько месяцев только два округа Малой Азии оставались верными императору Михаилу II. Когда арабы захватили Фессалоники, второй по величине город Империи, она была быстро отбита византийцами. Осада Фомой Константинополя в 821 году завершилась бесславно.

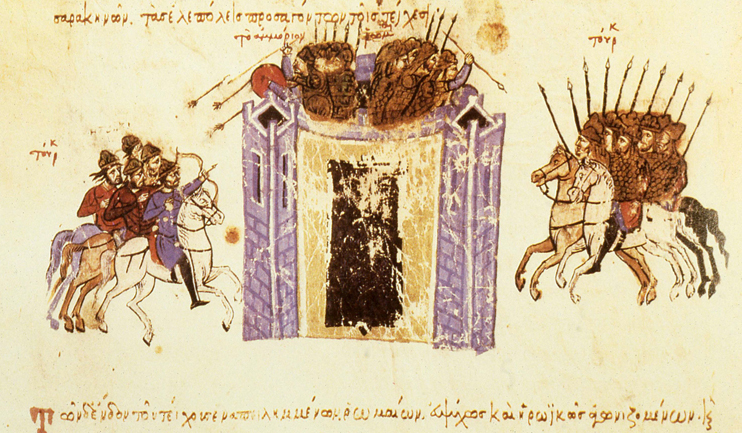
Осада Амория

Арабы не отказались от своих претензий на Малую Азию, и в 838 году начали новое вторжение, разграбив город Аморий.

### Сицилия, Италия и Крит
В то время как на Востоке царило относительное равновесие, ситуация в западном Средиземноморье безвозвратно изменилась, когда в 820-х годах Аглабиды начали медленное завоевание Сицилии. Используя Тунис в качестве базы, арабы начали с завоевания Палермо в 831 году, Мессины в 842 году, Энны в 859 году, кульминацией стал захват Сиракуз в 878 году. Это открыло южную Италию и Адриатическое море для набегов и поселения арабов. Византия также потерпела серьёзную неудачу, потеряв Крит, который заняла компания андалусских пиратов, в течение следующего столетия разорявших побережья.

## Контрнаступление Византии

Карта византийско-арабского морского соперничества в Средиземноморье, VII—XI века

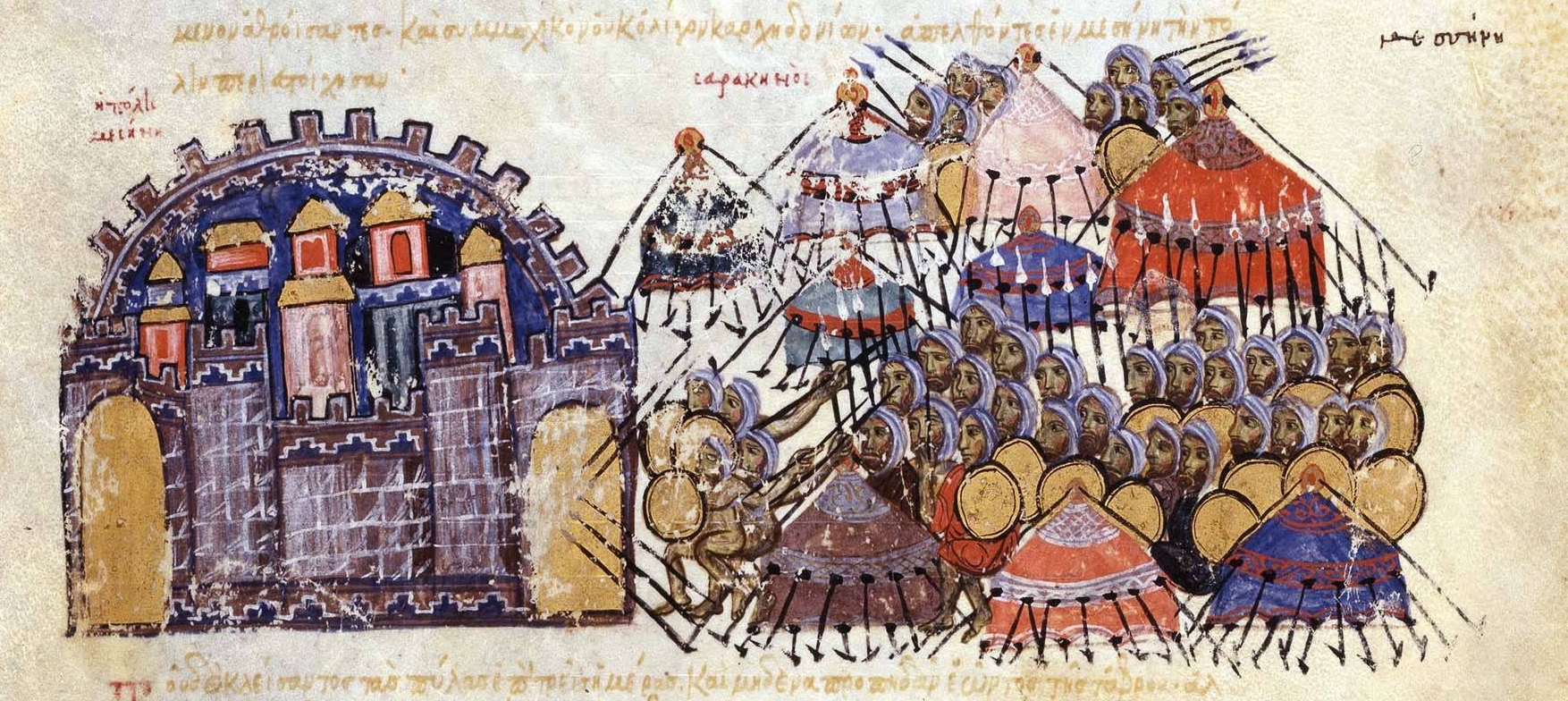
Осада Мессины сарацинами в 1040 г. Миниатюра из хроники Иоанна Скилицы. Национальная библиотека Испании (Мадрид).

Религиозный мир в Византии наступил с утверждением Македонской династии в 867 году, в то время как империя Аббасидов распалась на множество частей после 861 года. Василий I Македонянин возродил Византийскую империю, её военную мощь и продуманную церковную политику, позволившую наладить отношения с Римом. Василий вступил в союз с императором Священной Римской империи Людовиком II против арабов, и его флот очистил Адриатическое море от их кораблей.
С византийской помощью Людовик II захватил Бари у арабов в 871 году. Город стал византийской территорией через 5 лет. Между тем византийские позиции на Сицилии ухудшились, и Сиракузы пали под ударами арабов в 878 году. Катания была потеряна в 900 году, а крепость Таорминав 902 году. Михаил Захумльский 10 июля 926 года захватил Сипонто (лат. Sipontum), который был византийским оплотом в Апулии. Сицилия останется под контролем арабов до вторжения норманнов в 1071 году.
Хотя Сицилия была потеряна, генерал Никифор Фока-старший в 880 году сумел захватить Таранто и большую часть Калабрии, образовав ядро для более позднего катепаната Италии. Успехи на Аппенинском полуострове открыли там новый период византийского господства.
Иоанн Куркуас завоевал эмират Мелитена вместе с Феодосиополем, самым сильный из мусульманских пограничных эмиратов, и в 930-х годах продвинулся в Армению; в следующие три десятилетия клана Фок и их выдвиженцы боролся против эмира Хамданидов в Алеппо, Сайфом ад-Даула. Сайф был окончательно побеждён Никифором II, который завоевал Киликию и северную Сирию и вернул Крит. Его племянник и преемник Иоанн I Цимисхий продвинулся ещё дальше на юг, почти достигнув Иерусалима, но его смерть в 976 году положила конец византийской экспансии в Палестину.

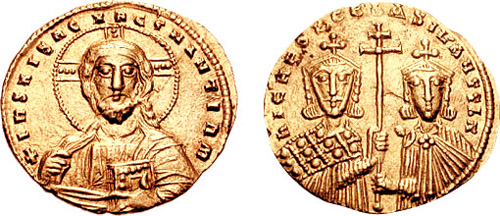
Никифор II Фока и его пасынок Василий II Болгаробойца (справа). При Македонской династии Византийская империя стала самой сильной державой в Европе, восстановив территории, потерянные в войне с арабами

После прекращения внутренней борьбы Василий II Болгаробойца начал контрнаступление против арабов в 995 году. Византийские гражданские войны ослабили позиции Империи на востоке, и завоевания Никифора II Фоки и Иоанна I Цимисхия были близки к тому, чтобы стать потерянными с осадой Алеппо и угрозой Антиохии. Василий выиграл несколько сражений в Сирии, освободил Алеппо, захватив долину Оронт и совершив набег на юг. Хотя у него не было сил, чтобы вступить в Палестину и вернуть Иерусалим, победы Василия вернули Империи значительную часть Сирии, включая крупный город Антиохия. К 1025 году византийские территории «простирались от Мессинского пролива и северной Адриатики на западе до реки Дунай и Крыма на севере, а также до городов Мелитена и Эдесса за Евфратом на востоке».
При Василии II византийцы создали ряд новых военных округов («тем») на северо-востоке от Алеппо до Манцикерта. Благодаря такой военной организации византийцы могли собрать войска численностью не менее 200 000 человек, хотя на практике они были стратегически размещены по всей Империи. В правление Василия II Византийская империя достигла своего наивысшего расцвета почти за пять веков, а в действительности — и за следующие четыре столетия.

## Последствия
Как и в любых войнах такой длительности, византийско-арабские войны имели долгосрочные последствия как для Византии, так и для арабского мира. Византийцы понесли значительные территориальные потери. Однако, хотя арабы получили контроль над Ближним Востоком и Африкой, их дальнейшие завоевания были остановлены. Внимание Византийской империи сместилось с завоеваний Юстиниана на преимущественно оборонительную позицию против исламских армий на восточных границах. Без византийского вмешательства в формирующихся христианских государствах Западной Европы активнее стал развиваться феодализм и экономическая самостоятельность.
По мнению современных историков, одним из наиболее важных последствий арабо-византийских войн было напряжение, которое они создали в отношениях между Римом и Византией. Борясь за выживание против исламских армий, Империя больше не могла обеспечить защиту, которую она когда-то предлагала папству; что ещё хуже, по словам Т. Вудса, императоры «регулярно вмешивались в жизнь церкви в тех областях, которые явно выходили за пределы компетенции светской власти». Противостояние иконоборцев и иконопочитателей можно рассматривать как ключевой фактор, «который подтолкнул Латинскую Церковь в объятия франков». Таким образом, утверждается, что Карл Великий был косвенным «продуктом» арабских завоеваний: «Франкская империя, вероятно, никогда бы не существовала без ислама, и Карл Великий без Магомета был бы немыслим».
Преемники Священной Римской империи Карла Великого позже придут на помощь византийцам при Людовике II и во время крестовых походов, но отношения между двумя империями будут напряжёнными.